# Rob Dillingham

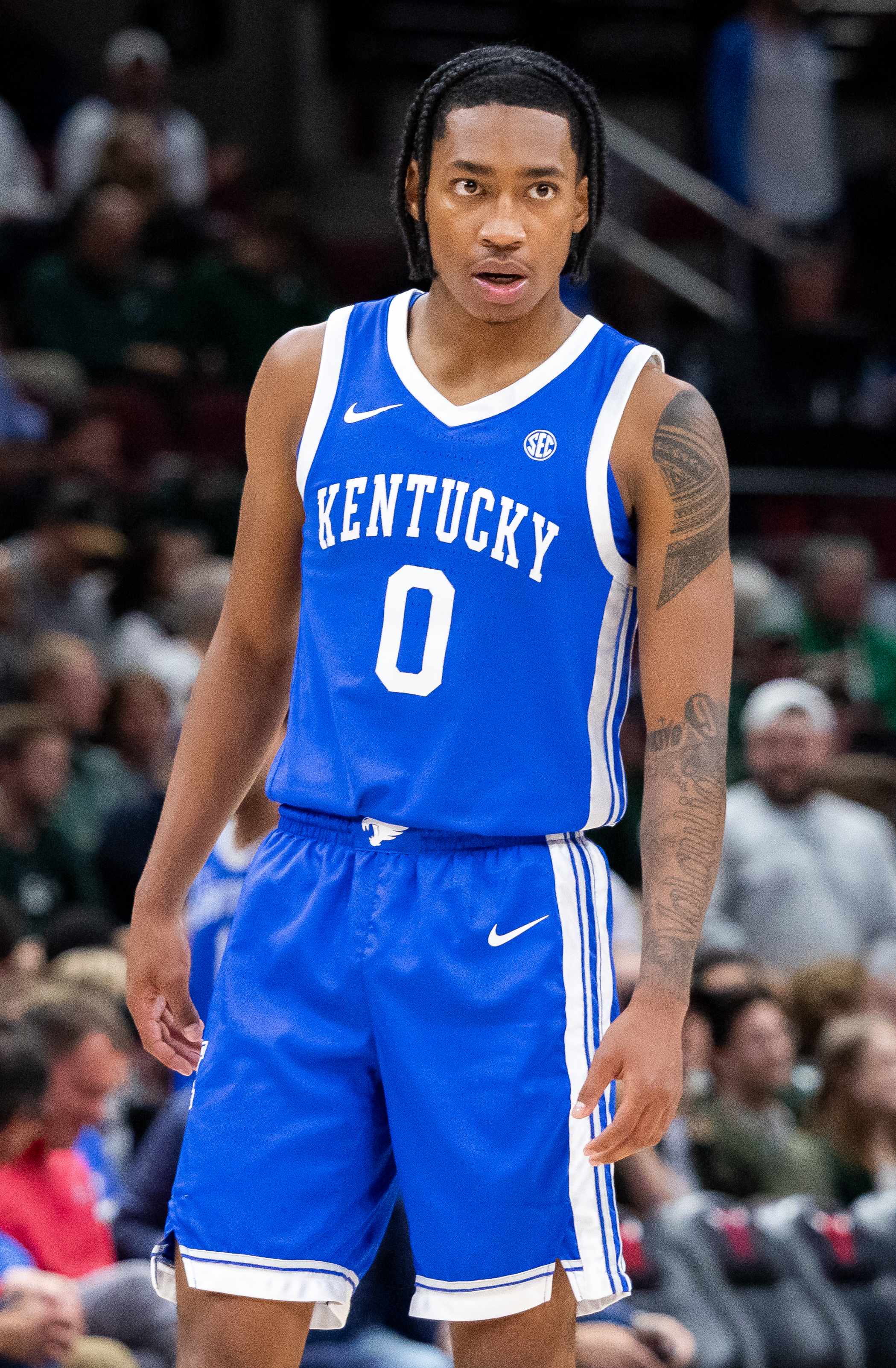
Rob Dillingham, 2023.

Robert Deon Potasi "Rob" Dillingham, född 4 januari 2005 i Hickory i North Carolina, är en amerikansk professionell basketspelare (PG/SG) som spelar för Minnesota Timberwolves i National Basketball Association (NBA).
Han draftades av San Antonio Spurs i första rundan i 2024 års draft som åttone spelare totalt.
Innan Dillingham blev proffs studerade han vid University of Kentucky och spelade för deras idrottsförening Kentucky Wildcats.